# 国鉄207系電車
国鉄207系電車（こくてつ207けいでんしゃ）は、日本国有鉄道（国鉄）が1986年（昭和61年）に製造した直流通勤形電車。1987年（昭和62年）の国鉄分割民営化に伴い、全車が東日本旅客鉄道（JR東日本）に承継された。

## 投入の経緯
国鉄では1984年（昭和59年）から北陸新幹線での本格採用を目標としたVVVFインバータ制御の研究を進め、101系を改造して試験を行いデータを取得した。次の段階として、量産に向けその結果を反映した車両を新規に製造することとなり、投入路線としては常磐緩行線が選定された。
常磐緩行線は帝都高速度交通営団（営団、現・東京地下鉄）千代田線との相互直通運転を行っており、協定を満たす高い加減速性能と、車両使用料の関係から営団車両と同等の省エネルギー性能が要求される路線であり、また同線にはすでに103系1000番台に代わって電機子チョッパ制御を採用した203系が投入されていたことから、性能の比較検討もできるので投入するに適当であるとされ、1986年11月1日国鉄ダイヤ改正での同線の所要車両数の増加に合わせて製造・投入された。製造後は同線および千代田線の営業運転にて運用し、経過を見ることにした。
この経緯から、試作車900番台の10両編成1本が投入された。

## 車両概説

### 車体
当時製造中の205系に準じたステンレス製軽量車体としている。地下鉄対策で前面中央部に非常用貫通扉を設け、各部の装備品がA-A基準に対応したものとなっており、側面も電動車の電動機冷却風取り入れ用の通風口がないなど、205系と異なる点がある。
203系などと同様、登場当時は先頭車の前面右上と各車の側面幕板部（片面につき2箇所）にJNRマークを掲出していたが、分割民営化時に前面はJRマークに差し替えられ、側面は消去されて両先頭車のみ別の位置にJRマークが掲出されている。また、前面の運行番号表示器は当初は巻き取り式であったが、2004年ごろにLED式に改造されている。
外部色は203系と同様の青緑1号が使用されている。

### 車内設備
室内はクリーム色系の内装板、床敷物は薄茶色と205系のほぼそのままの内装カラーを踏襲している。
座席はロングシートで、205系に準じた構造である。座席モケットも新造時は205系と同様に7人掛けの中央1人分が薄茶色で、他は茶色であったが、203系と同様に後年1人ごとの着座位置を示す印が入った青色ベースのものに取り替えている。
あげぶたは、誘導電動機の採用により、保守の省力化がなされたことにより廃止。
乗務員室背面仕切壁は、203系ではATC装置などの機器スペースとしていたが、本系列では205系同様にこれらを床下艤装としたため、仕切壁には窓が設けられた。
客室側窓は大型の一枚下降式とし、視野も広くすっきりとした構造とし、側戸袋と妻窓は省略されている。
背面窓は205系に比べ高さが50mm、開戸窓も高さが280mmそれぞれ拡大された。

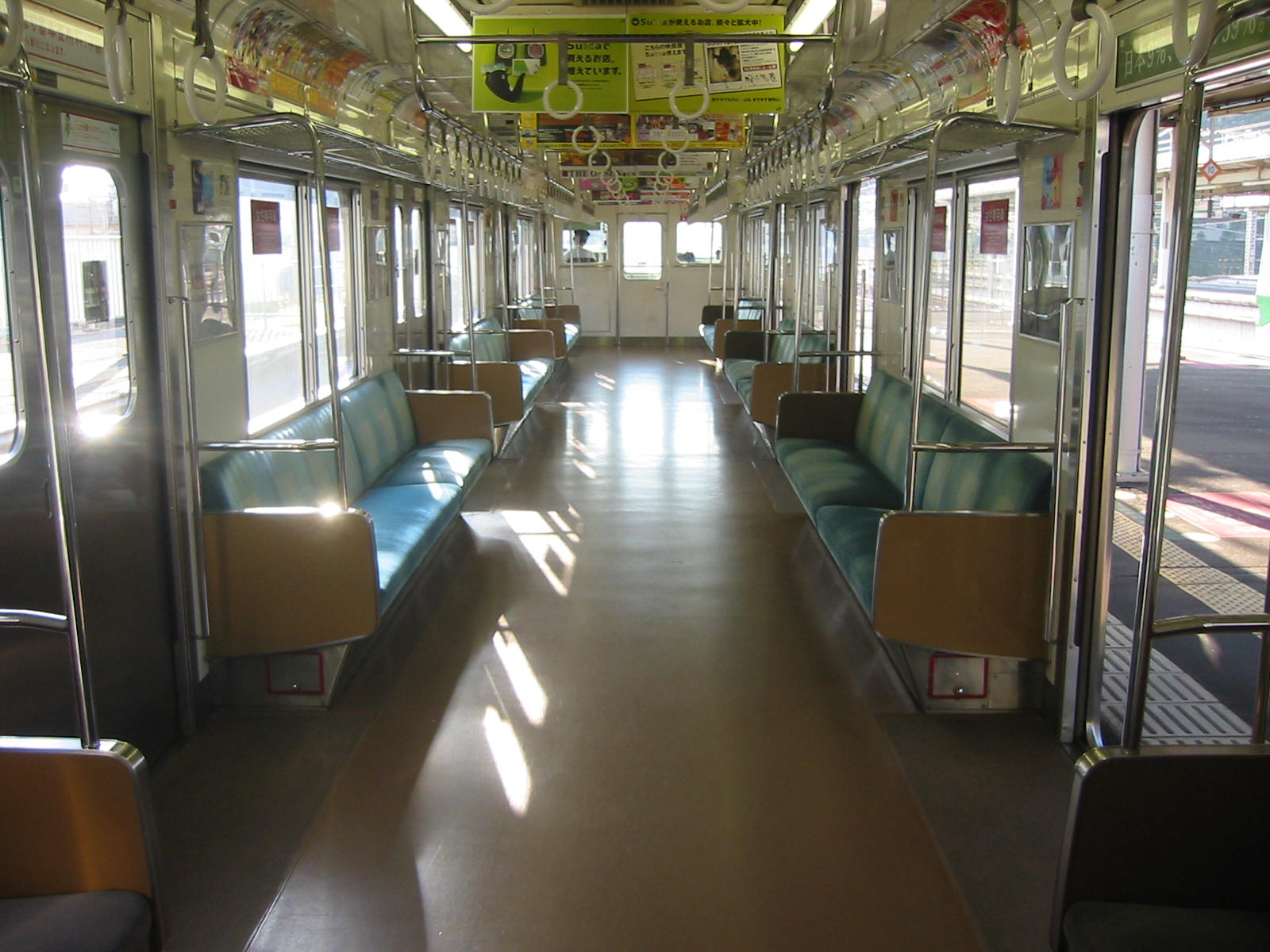
207系900番台車内
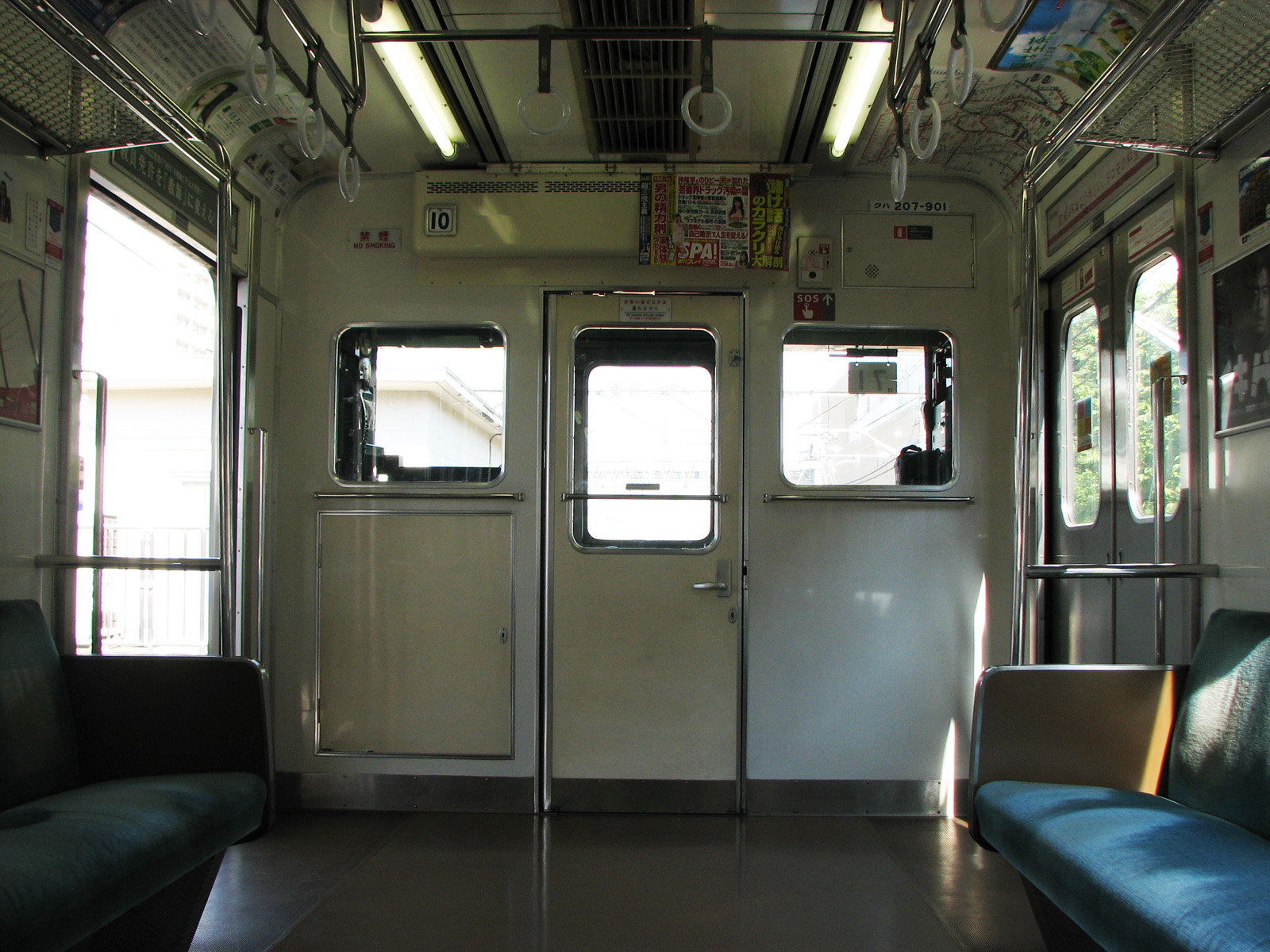
乗務員室 （2009年8月16日）
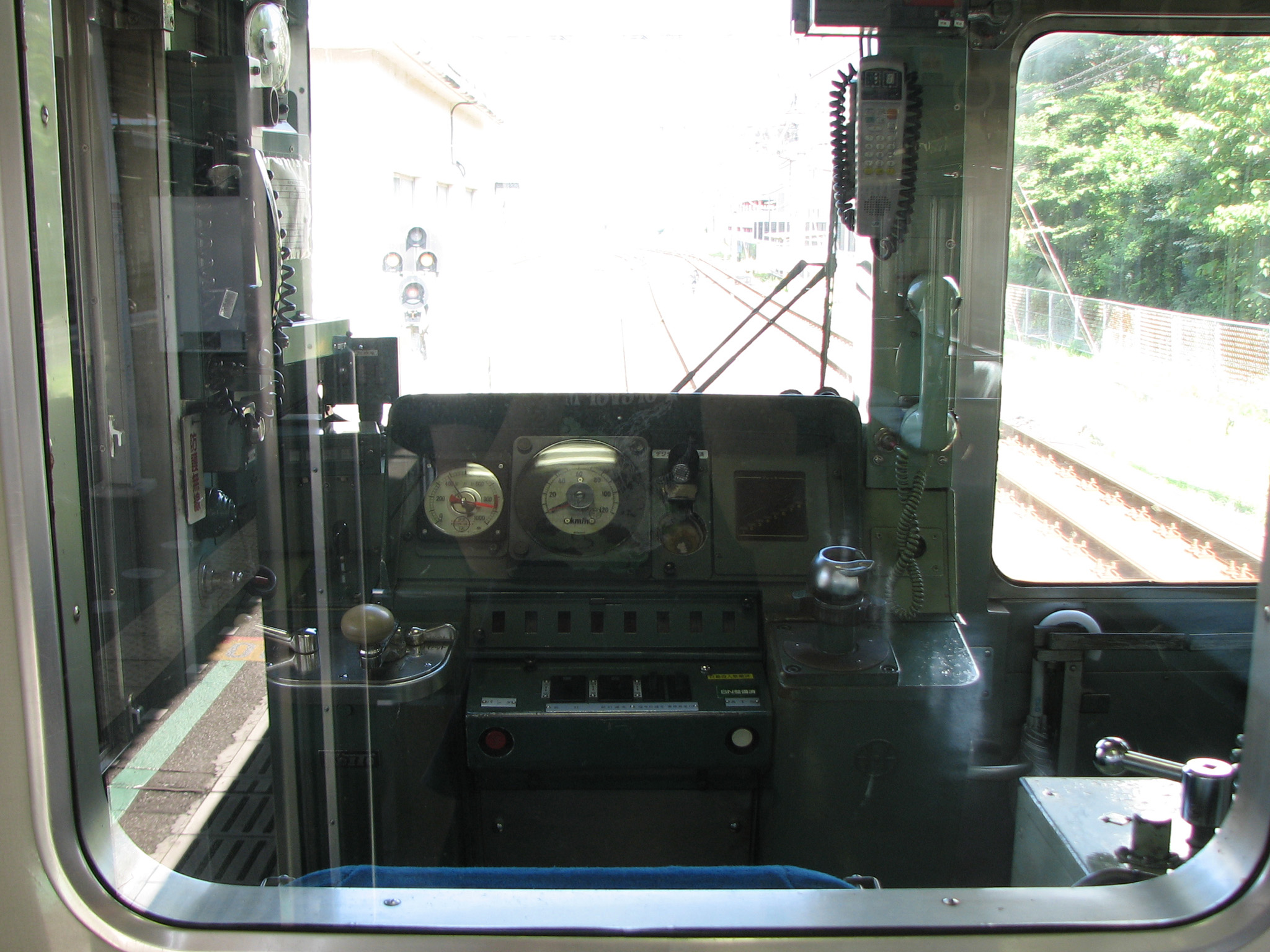
運転台 （2009年8月16日）

### 機器類
台車は、205系が採用しているものと同等の軽量ボルスタレス台車DT50E（電動車）とTR235F（制御車・付随車）が採用されている。ただし電動車については主電動機が小型軽量化された高速回転型の誘導電動機になった為、主電動機取り付け部の変更と、駆動装置の歯車のモジュールを6とし、歯数比を14:99=1:7.07としている。
後述するが、性能比較のため、別々のメーカーのインバータ装置（SC20形）を搭載したが、本系列のインバータユニットは東芝、ゲート制御部については日立製作所が設計を担当するOEM方式を採用している。このため、磁励音は製造メーカーが違うものであってもほぼ同一であり、また日立製作所製のものをベースとしていることから、先に登場した東急9000系に類似している。インバータ装置の使用素子はGTOサイリスタ（4,500V-2,000A）で素子の冷却はフロン沸騰式の自然通風方式である。
フィルタ装置はリアクトルとコンデンサから構成され、リアクトルはH種絶縁で自然通風とし、外部への磁界の影響を少なくする為、クローズコア型の鉄心入りで構成されている。
システム制御装置は16ビットマイコンを2個使用した演算回路方式をとっており、PWM変調方式を採用している。また7パルスモードの同期制御とともに非同期制御を取り入れ、超低速度時のインバータの連続制御を可能としている。
補助電源装置は201系以降実績のある190kVAブラシレス電動発動機を採用した。
各電動車はモハ207形（M1車）とモハ206形（M2車）で2両ペアとなっているが、各車毎に制御装置、インバータ装置、断流器、ブレーキ制御装置を搭載している（1C4M制御）。ただし、パンタグラフとフィルタ装置、電動空気圧縮機、除湿装置はM1車に集約搭載している。またM2車には電動発電機が搭載されている。
富士電機製の制御装置は、在来線での以後の採用例は209系900番台（製造当初はパワートランジスタを採用。2001年のD-ATC導入に伴い三菱電機製GTOに交換）や山陽電気鉄道5030系（富士電機製IGBT）など、一部に限られている。MT63形主電動機の基本性能は定格出力150kW（端子電圧1,100V、電流100A、定格回転数2,200rpm、最高回転数6,000rpm、すべり率2.5%）で統一されている。1時間定格速度は48.5km/hである。駆動装置は国鉄の車両としては唯一、TD平行カルダン駆動方式が採用されている。
VVVFインバータ制御は203系の電機子チョッパ制御よりも高い加減速性能を発揮することが可能だが、常磐緩行線で電動車比率を下げても問題ないとの結論は出せず、電動車 (M) と付随車 (T) の比率（MT比）は203系と同一の6M4Tとされた。
ブレーキ装置は205系と同等の回生ブレーキ併用電気指令式ブレーキだが、本番台区分ではVVVF車の特性を生かし、遅れ込め制御を採用している。

## 編成表
松戸車両センター所属 マト71編成
| 号車 | 形式               | メーカー     | 解説                                                                                                | 形式写真 |
| ---- | ------------------ | ------------ | --------------------------------------------------------------------------------------------------- | -------- |
| 10   | クハ207-901（Tc）  | 川崎重工業   | 取手方制御車。                                                                                      |          |
| 9    | モハ207-901（M1）  | 川崎重工業   | パンタグラフ・空気圧縮機（CP）と東芝製インバータ装置を搭載する中間電動車。モハ206-901とペアを組む。 |          |
| 8    | モハ206-901（M2）  | 川崎重工業   | 電動発電機（MG）と三菱電機製インバータ装置を搭載する中間電動車。モハ207-901とペアを組む。           |          |
| 7    | サハ207-901（T1）  | 東急車輛製造 | 付随車。                                                                                            |          |
| 6    | モハ207-902（M1）  | 川崎重工業   | パンタグラフ・CPと富士電機製インバータ装置を搭載する中間電動車。モハ206-902とペアを組む。           |          |
| 5    | モハ206-902（M2）  | 川崎重工業   | MGと日立製作所製インバータ装置を搭載する中間電動車。モハ207-902とペアを組む。                       |          |
| 4    | サハ207-902（T2）  | 東急車輛製造 | 付随車。                                                                                            |          |
| 3    | モハ207-903（M1）  | 東急車輛製造 | パンタグラフ・CPと東芝製インバータ装置を搭載する中間電動車。モハ206-903とペアを組む。               |          |
| 2    | モハ206-903（M2）  | 東急車輛製造 | MGと東洋電機製造製インバータ装置を搭載する中間電動車。モハ207-903とペアを組む。                     |          |
| 1    | クハ206-901（Tc'） | 川崎重工業   | 代々木上原方制御車。                                                                                |          |

## 運用
1986年11月上旬に川崎重工業において6両編成で落成し、山陽本線、東海道本線で試運転を行った。数日後、関東へ回送して東急車輛製造に入場し、中間車4両を組み込んで約1か月半もの期間、各路線で試運転を継続した。各種試験終了後の同年12月29日から営業運転に入った。
1本のみが試験的に製造され、営業運転をしながらの試験が続けられたが、悪天候時は空転が多いなどの欠点があるうえ、製造コストが203系より高く、常磐緩行線における必要編成数も既に充足していたことから、製造は1編成のみに留まった。
1980年代後半の時点ではVVVFインバータ制御の車両は製造費が非常に高価で、当時山手線で運用されていた205系10両編成（6M4T）並みのコストにするには4M6Tまで電動車比率を下げなければならなかったが、比率を下げると営団との乗り入れ協定において要求される加速性能を満たせなくなる。このコストと性能の問題点は、国鉄→JR東日本だけでなく乗り入れ先の営団にも影響を与えた。営団はインバータ制御を用いた車両の導入を検討していたが、電機子チョッパ制御や独自に開発した改良型の高周波分巻チョッパ制御を用いて6000系などを追加新製している。
本系列以降、常磐緩行線と千代田線の直通運用にVVVFインバータ車が新規導入されたのは、営団は1993年（平成5年）の06系、JR東日本では1999年（平成11年）の209系1000番台となる。
その後、常磐緩行線には2008年（平成20年）に千代田線直通用のE233系2000番台が新製されることが発表され、翌2009年（平成21年）5月に第1編成が落成した。
これにより、203系とともに本系列は置き換えられることとなり、同年9月上旬までに定期営業運転から離脱する予定と報道された。その後、同年12月5日にさよなら運転を実施することが発表された。当日は「ありがとう 207系 松戸車両センター 2009.12.5」と表記された三角形のヘッドマークが両先頭車貫通扉部分に装着され、団体専用列車として常磐緩行線松戸 - 取手間を1往復し、その後松戸車両センターにおいて当該列車の乗客を対象とした車両撮影会が実施された。
2010年1月5日に長野総合車両センターへ配給輸送され、翌6日付で廃車された。

## JR西日本の207系との関係
西日本旅客鉄道（JR西日本）が1991年（平成3年）から2003年（平成15年）にかけて導入した同名の207系は、前面中央部に非常用貫通扉を持つ4ドアのVVVFインバータ制御車であることを除き設計が大きく異なるが『鉄道ファン』や『鉄道ゼミナール』などの鉄道趣味媒体では同系列として扱われている。これは、国鉄時代の形式を継承しつつも民営化後にJR西日本が別設計で導入した183系や211系、415系と同様であった。
このため、『鉄道ファン』で毎年特集が組まれる「JR車両ファイル」では2023年4月1日現在の残存率が4730%となっている。
なお、JR西日本の207系には900番台が存在しないため、車両番号の重複は発生していない。